# La corruzione
La corruzione és una pel·lícula dramàtica italiana dirigida el 1963 per Mauro Bolognini.

## Argument
Stefano és un jove tímid, acabat de graduar i fora de la universitat. El seu pare és un empresari editorial milanès afirmat; la seva mare està hospitalitzada per un trastorn nerviós.
Stefano no se sent atret pel despietat món dels negocis; més aviat, se sent cridat a consagrar la seva vida a Déu. El pare, però, està fermament en contra d'aquesta elecció. Per convèncer Stefano que canviï d'opinió el porta al vaixell amb ell per a un curt creuer. A bord, però, també hi ha Adriana, una nois bella i calculadora, una escort qui, sota la pressió del pare del noi, comença a festejar-lo.
Stefano és decidit i explica els motius de la seva elecció al seu pare, que no l'entén i s'irrita, arribant primer a negar el seu consentiment (Stefano encara no té vint-i-un anys i, per tant, no és adult) i, després, a evitar que el seu fill pugui desembarcar. Estafat pel conflicte amb el seu pare i inquiet per l'encant d'Adriana, Stefano acaba capitulant i passa la nit amb Adriana.
Després de la corrupció, Stefano se sent culpable: no sap què fer i li agradaria fugir. Al final, sentint-se indigne, renuncia al seu projecte de vida i es dedica als negocis de l'empresa del seu pare. Però, en contacte amb el cinisme, la fredor i la corrupció del seu pare i l'entorn laboral, Stefano torna a sentir el desig de rebel·lar-se contra el seu destí i d'abraçar de nou la seva vocació.

## Repartiment
- Alain Cuny - Leonardo Mattioli
- Rosanna Schiaffino - Adriana
- Jacques Perrin - Stefano
- Isa Miranda - Esposa de Leonardo
- Filippo Scelzo - Mestre
- Ennio Balbo - Morandi

## Reconeixements
Tot i que alguns no és considerada una de les pel·lícules més reeixides de Bolognini, no hi falta estima per la dimensió poètica de la pel·lícula (Moreno Fabbri: "Mauro Bolognini. La Corruzione con poesia" a "Il tremasse" núm. 100, setembre / desembre de 2009). Fou exhibida com a part de la secció oficial del Festival Internacional de Cinema de Sant Sebastià 1964.